# 소비자의 날
소비자의 날은 12월 3일이다. 공정거래위원회 주관으로 소비자의 권리의식을 신장시키고 소비자보호에 대한 인식을 제고시키기 위한 행사를 개최하는 대한민국의 기념일이다.